# 益鳥
益鳥（えきちょう）とは、害鳥とは違って、人や、農産物などに良い影響を与える鳥類のことをいい、たとえば、花の受粉を手伝ったり、害虫などを食べてくれるものなどがある。役に立つと言っても、食用になるものはこれに含めない。また、虫における益虫と同様、同じものでも視点によっては違う役割をする場合があるから、絶対的なものではない。

## 主な益鳥
チョウゲンボウ・フクロウ
ネズミやモグラを捕食するため。
ツバメ
水耕栽培で発生する害虫を捕食するため。
アイガモ、カルガモ
水田において実がつく前の稲についている害虫を食する。これらの排泄物にはリン等の養分が含まれており、稲の生育に役立つ。合鴨農法を参照。
スズメ
稲の害虫も捕食するため。ただし、稲自体を食害する為、駆除対象になる事もあるが、過剰な駆除は逆に害虫による被害をふやすことになる。一例として、中国で大規模な駆除が行われたものの、害虫の増加で駆除対象から外された経緯がある。スズメ#分布（駆除・移入）も参照。